# Blancpain
A Blancpain luxusórák készítésével foglalkozó svájci óragyár, ami 1735 óta állít elő időmérő szerkezeteket. Az 1970-es évek óraipari válsága során a tönk szélére került és a túlélést az addigi függetlenségének a feladása jelentette. A cég így formálódott át a mai struktúrába és került a Swatch Group felügyelete alá.
A manufaktúra viszonylag kis példányszámban, de kizárólag mechanikus szerkezeteket készít. Ez éves szinten kevesebb mint 10.000 darabot jelent, viszont ezek közül sok egyedi vagy limitált példányszámú sorozat található. A modellpalettáról teljesen hiányoznak a kvarc és digitális számlappal szerelt darabok. Érdekessége még, hogy a mai napig a klasszikus céhes ipar jelei figyelhetők meg egy-egy termék elkészítésekor, vagyis egy órát egy órásmester készít a legelső munkafázistól az utolsóig. Ez akár hónapokat is jelenthet egy összetettebb óra esetében.
Szintén ide köthető a világ egyik legkomplikáltabb óraszerkezetének a megalkotása is - a Blancpain 1735-ös -, ami 745 különálló alkatrészből épül fel. Itt egy szerkezetbe sűrítve található meg mindaz, amit a mechanikus órák során eddig kitaláltak, mindezt rendkívül vékony tokba rendezve. Egy-egy ilyen órából mindössze egyetlen darab készül el évente. Eddig összesen 30 darab hagyta el a gyárat, így a legértékesebb órák között tartják számon a hozzáértők.
Kuriózum még a világ legkisebb (Calibre 101) és a világ legvékonyabb (Calibre 1153) szerkezetének a megalkotása is, melyeket 1984-ben, illetve 1989-ben építettek meg Blancpain néven.